# Rasha Rizk
Rasha Rizk (arabisch رشا رزق, DMG Rašā Rizq; * 1976 in Damaskus, Syrien) ist eine syrische Sängerin (Sopran) und Songwriterin.

## Leben
Rizks gesangliche Begabung wurde früh entdeckt und von ihrer Familie gefördert: Im Alter von neun Jahren begann sie eine gesangliche Ausbildung bei Professor Naim Hanna. Mit zwölf Jahren gewann sie den ersten Preis beim „Pionier-Kinder-Gesangswettbewerb“ Syriens. Später studierte und graduierte sie an der Hochschule für Musik in Damaskus, wo sie im Anschluss klassischen Gesang unterrichtete. Außerdem studierte sie Französische Literatur an der Sorbonne in Paris.
Berühmtheit in der gesamten arabischsprachigen Welt erreichte sie als Interpretin und Komponistin der Titelmelodien mehrere Zeichentrickserien (meist japanischer Provenienz). Diese wurden in der Regel von Spacetoon TV ausgestrahlt, dem in arabischen Ländern bekanntesten Kinderfernsehsender.
Im Jahr 2000 gründete Rizk mit Ibrahim Sulaimani die syrische Jazzband „Itar Shameh“. Die Sängerin hat heute einen Wohnsitz in Paris, wo sie mit ihrem Mann und ihrer Tochter lebt. Im Jahr 2008 publizierte sie beispielsweise mit der französischen New-Age-Band „Era“ die Songs Prayers und Reborn, aufgenommen in den Abbey Road Studios.
Im Jahr 2003 arbeitete sie mit dem holländischen Komponisten Michiel Borstlap an der Realisation der Oper „Ibn Sina“.
2018 gab sie ihr Debüt in der Hamburger Elbphilharmonie und übernahm im selben Jahr, gemeinsam mit dem Syrian Expat Philharmonic Orchestra, die Uraufflührung der „Mass for Peace in Times of Flight“ mit Texten Navid Kermanis.

## Diskografie (Auswahl)
- Malak
- Baytona
- Sakru Shababik

## Titelmelodien zu Zeichentrickfilmen (Auswahl)
- Doraemon
- Digimon
- Pokémon
- Animaniacs
- Beyblade
- Detective Conan
- Hunter x Hunter
- Emily Erdbeer

## Auszeichnungen (Auswahl)
- Pionier-Kinder-Gesangswettbewerb 1988 (1. Platz)
- Grammy-Nominierung 2017 (in den Kategorien „Best New Artist“ und „Best New Album“)